# Deutsche Forschungsanstalt für Luftfahrt
Die Deutsche Forschungsanstalt für Luftfahrt (DFL) war eine Forschungsstätte bei Braunschweig, die in den Jahren 1936 bis 1945 und von 1953 bis 1969 der (militärischen) Luftfahrtforschung diente; von 1938 bis 1945 führte sie den Namen Luftfahrtforschungsanstalt Hermann Göring (LFA, auch: LHG).

## Geschichte
Zur Förderung der deutschen Luftfahrtforschung sollte 1935 zusätzlich zu den bestehenden Versuchsanstalten, der Deutschen Versuchsanstalt für Luftfahrt (DVL) in Berlin-Adlershof und der Aerodynamischen Versuchsanstalt (AVA) in Göttingen, eine weitere Forschungsanstalt geschaffen werden. Die Planungen zur Errichtung und der Aufbau auf einem geeigneten Gelände bei Braunschweig begannen 1935, und im folgenden Jahr wurde die Deutsche Forschungsanstalt für Luftfahrt (DFL) formell als eingetragener Verein (e. V.) gegründet. Leiter der Anstalt wurde Hermann Blenk. Stellvertretender Leiter der Forschungsanstalt war der Thermodynamiker Ernst Schmidt. Hermann Göring ernannte Ernst Schmidt 1943 zum „Bevollmächtigten für Strahlvortrieb“. Im Rahmen dieser Funktion etablierte Ernst Schmidt von der LFA aus das größte deutsche Forschungsnetzwerk für die Entwicklung von Feststoffraketentechnik.
Die Bauarbeiten begannen noch 1936. Mit Kosten von etwa sechzig Millionen Reichsmark wurden auf dem Gelände der heutigen Physikalisch-Technischen Bundesanstalt (PTB) sowie der Forschungsanstalt für Landwirtschaft (FAL) bei Braunschweig achtzig Gebäude errichtet und zusätzlich acht Gebäude in einer Außenstelle bei Trauen in der Nähe von Faßberg. Auf dem Gelände bei Braunschweig wurde außerdem eine Start- und Landebahn geschaffen. Für das Personal wurden 400 Wohnungen nahe dem DFL-Gelände gebaut.

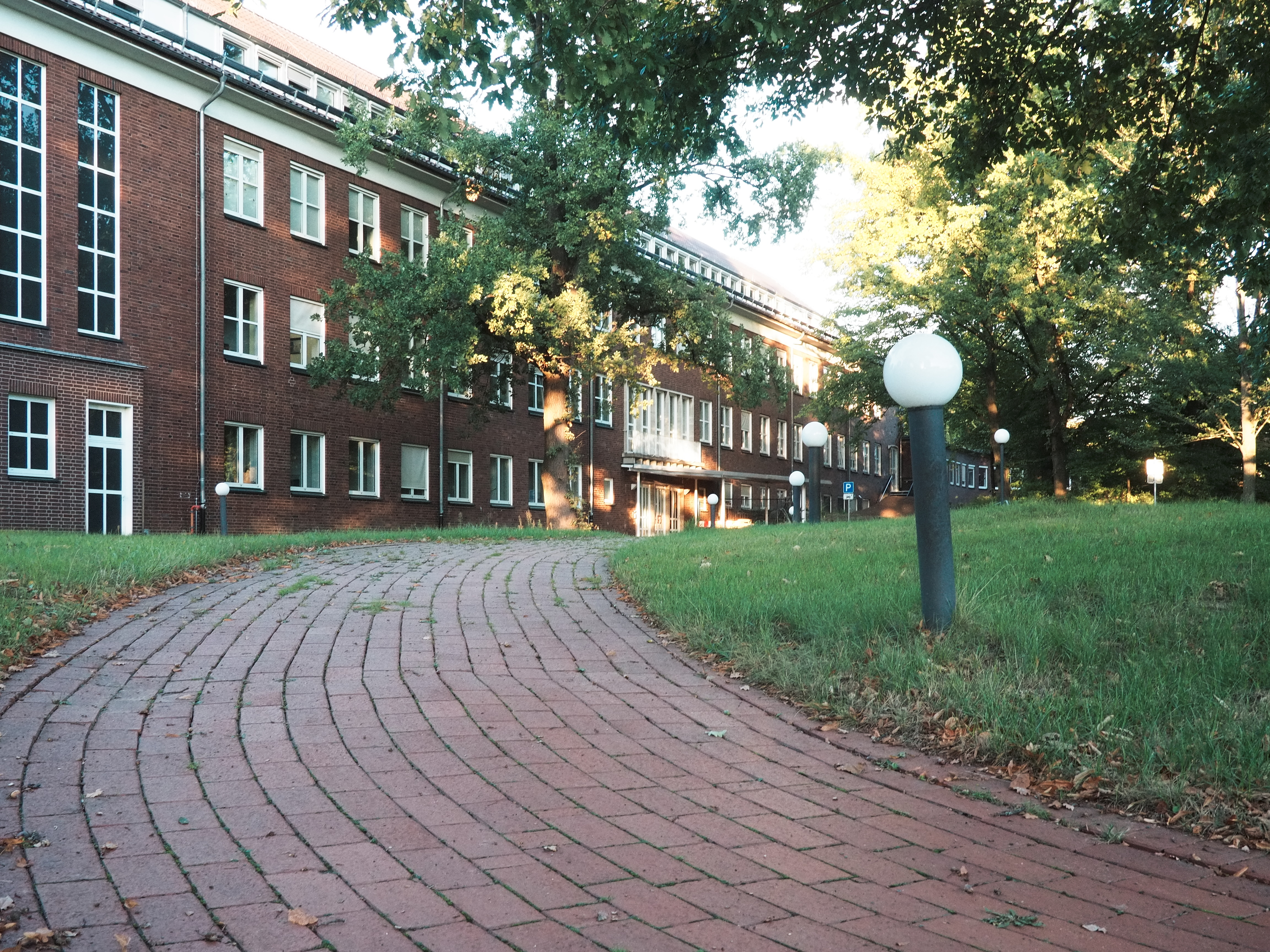
Ehemaliges Laboratoriumsgebäude M12 des LFA. Heute Teil der Physikalisch-Technischen Bundesanstalt.

Im Jahre 1938 wurde die DFL in „Luftfahrtforschungsanstalt Hermann Göring“ (LFA) umbenannt. Bis zum Ende des Zweiten Weltkrieges war der Personalbestand auf 1500 (davon 150 Wissenschaftler) angewachsen. Im Krieg erlitt die LFA nur geringe Schäden durch Luftangriffe, was daran lag, dass die Bomberverbände der britischen Royal Air Force (RAF) und der United States Army Air Forces (USAAF) die LFA im von Pawelschen Holz und im Ölper Holz vermuteten und so ihre Bomben das Ziel verfehlten. Aus diesem Grunde kann man dort noch heute eine stattliche Anzahl von Bombentrichtern finden.
Nach der kampflosen Übergabe der Stadt Braunschweig an Verbände der 30. US-Infanterie-Division am 12. April 1945 wurde die LFA in Braunschweig durch US-Truppen besetzt; die Forschungsberichte (rund drei Millionen Dokumente) wurden den US-Amerikanern übergeben. Die Außenstelle Trauen wurde am 16. April 1945 von britischen Truppen besetzt. Im Juli 1945 übernahmen britische Besatzungstruppen auch die LFA in Braunschweig. Viele LFA-Wissenschaftler mussten schriftlich über ihre Arbeiten berichten, und einige Versuchsanlagen wurden wieder betrieben. In der Außenstelle Trauen wurde unter der Leitung von Herrn Lufft bis Sommer 1947 gearbeitet.
Ein Teil der Anlagen wurde demontiert und abtransportiert (unter anderem der Hochgeschwindigkeits-Windkanal des Instituts für Gasdynamik) oder gesprengt, nicht jedoch Laboratoriums-, Werkstatt- und Verwaltungsgebäude sowie das Kasino. Die Reste der gesprengten Anlagen auf dem Braunschweiger Gelände, darunter Reste großer Windkanäle, wurden erst 1967 beseitigt.
Ein Teil des Braunschweiger Geländes der LFA wurde ab 1946 für die Errichtung der Physikalisch-Technischen Bundesanstalt als Nachfolgerin der durch die Kriegswirren verstreut angesiedelten Physikalisch-Technischen Reichsanstalt (PTR) verwendet, der andere Teil ab 1948 für die Errichtung der Forschungsanstalt für Landwirtschaft (bis Ende 2007: Bundesforschungsanstalt für Landwirtschaft, ab 2008: Johann Heinrich von Thünen-Institut (vTI)).
1953 – nun wieder unter dem ursprünglichen Namen – nahm die DFL ihre Arbeit am Flughafen Braunschweig-Waggum wieder auf. In der Außenstelle Trauen wurden Forschungsarbeiten der DFL ab 1959 wieder begonnen. Die DFL wurde 1969 mit der Aerodynamischen Versuchsanstalt Göttingen (AVA) und der Deutschen Versuchsanstalt für Luftfahrt (DVL) zur „Deutschen Forschungs- und Versuchsanstalt für Luft- und Raumfahrt“ (DFVLR) zusammengefasst und später in Deutsches Zentrum für Luft- und Raumfahrt (DLR) umbenannt.

## Institute 1936 bis 1945
Die Forschungsanstalt umfasste fünf Forschungsinstitute:
- Institut für Aerodynamik. Leiter: Hermann Blenk. Ausstattung: unter anderem drei Windkanäle (ein kleinerer, ein Hochgeschwindigkeitswindkanal, ein großer mit einem Durchmesser von 8 m).
- Institut für Gasdynamik. Leiter: Adolf Busemann. Ausstattung: unter anderem ein Windkanal mit Geschwindigkeiten bis zur dreifachen Schallgeschwindigkeit und ein weiterer Windkanal.
- Institut für Festigkeit. Leiter: Bernhard Dirksen. Ausstattung: unter anderem eine Halle für Statik-Versuche an großen Bauteilen und eine weitere Versuchshalle.
- Institut für Motorenforschung. Leiter: Ernst Schmidt. Ausstattung: unter anderem ein Höhenprüfstand für Versuche an Triebwerken, bei denen in deren Inneren Höhenklima (entsprechend einer Höhe von bis zu 20 000 m) eingestellt werden konnte, Hallen für Versuche an Motoren, eine Unterdruckkammer für Temperaturen bis −60 °C und Unterdrücke bis entsprechend 20 000 m Höhe, die mit einem Windkanal ausgestattet war.
- Institut für Kinematik (Waffenforschung). Leiter: bis 1938 Wilhelm Thomé, danach Paul Hackemann, Richard Grammel und Theodor Rossmann. Ausstattung: unter anderem ein 400 m langer Schießkanal (Volumen 15 000 m³) mit Messstellen entlang des Kanals, in dem ein Unterdruck entsprechend einer Höhe von 22 000 m Höhe erzeugt werden konnte, und zwei weitere Schießkanäle; die Abschussstelle des einen konnte zwischen −60 und +80 °C temperiert werden.

Außerdem gab es ein Raketenflugtechnisches Institut der Luftwaffe unter der Tarnbezeichnung „Flugzeugprüfstelle Trauen“ als Außenstelle der DFL bei Trauen nahe Faßberg mit achtzig Beschäftigten; Leiter war Eugen Sänger. Zur Ausstattung zählten unter anderem ein großer Prüfstand für Raketentriebwerke (75 × 20 m, Höhe 5 m), ein kleiner Prüfstand und eine Anlage zur Herstellung von flüssigem Sauerstoff (81 kg/h). Hier wurde an der Entwicklung eines großen Raketentriebwerks und eines Raumgleiters mit Raketenantrieb gearbeitet. Außerdem wurde ein Staustrahltriebwerk entwickelt.